# Monark Crescent-bolagen
Monark Crescent-bolagen, MCB, senare Monark Crescent AB, var ett verkstadsföretag som bildades 1964, efter att Svenska Cykelfabriken Monark fusionerats med Nymanbolagen 1960. Nymanbolagen hade vid sammanslagningen sedan flera år tillverkat cyklar under varumärket Crescent. Monark Crescent AB fanns kvar fram till 1999, då som dotterbolag till börsnoterade Monark Stiga AB. Efter omstruktureringar på ägarsidan tillverkas cyklar under varumärkena Crescent och Monark av Cycleurope och Monark Exercise AB, båda dotterbolag till Grimaldi Industri AB.

## Historia
Vid samgåendet med 1960 blev Nymanbolagen moderbolag, men Monarkgruppen var huvudägare. De båda grupperna hade då ett aktiekapital på 6 miljoner respektive 10 miljoner kronor. År 1964 ändrades namnet till Monark Crescent Bolagen, eller MCB. Till Monark-Crescent Bolagen kom även Monarks verksamhet i Tobo, där bland annat radioapparater och skidor tillverkades. Monarks skidor bar märket Limex, men tillverkades sedan 1967 vid Edsbyverken. Monark tillverkade motorcyklar från 1920-talet och erövrade många medaljer i motocross och enduro, bland annat genom Ove Lundell och Sten Lundin. En av de mer kända modellerna är Monark-Albin m/42.
1968 tecknades en överenskommelse om licenstillverkning av cyklar med ett bolag i Peru. Produktionen beräknades uppgå till 30 000 cyklar per år vilket motsvarade halva cykelmarknaden i Peru det året.
Monark hade som mest 2 000 anställda. De olika verksamheterna utanför cykeltillverkningen avyttrades efter hand. Tobofabriken lades ner 1967, och 1971 köpte finansmannen Kaj Källqvist upp en stor del av aktierna i Monark. Uppsalafabriken såldes till Volvo 1973. Stikkan Andersons Polar köpte Monark 1978 via investmentbolaget Kuben. Fabrikerna i Sydamerika avyttrades 1979. Även sportsektionen, elektroniksektionen och båtsektionen avyttrades.

## Segelbåtar
Under 1970-talet tillverkades även ett antal segelbåtar, bland annat sådana konstruerade av Pelle Pettersson och Peter Norlin. 
Exempel på Monarks segelbåtar, med tillverkningsåren inom parentes:
- Monark 44 (Giggen)
- Monark 690
- Monark 700 (1978-1982)
- Monark 606 (1970-1998)
- Monark 806
- Monark 540 (1974-1977)

I utbudet fanns också motorbåtar, bland andra Monark 670 (1971-1980), ritad av Pelle Peterson.
Monark Crescent hade fram till 1978 dessutom verksamhet i Uppsala. Koncernen ägde också en fritidsanläggning i Funbo utanför Uppsala, vilken avyttrades 1994.
| Monark 606-segelbåtar i Finland |  | Monark 606-segelbåtar i Finland |
| Monark 606-segelbåtar i Finland |  |                                 |

| M/Y Frida, en Monark 670 från 1979, i Heleneborgs båtklubbs monter på båtmässan Allt för sjön i mars 2019. |  | M/Y Frida, en Monark 670 från 1979, i Heleneborgs båtklubbs monter på båtmässan Allt för sjön i mars 2019. |
| M/Y Frida, en Monark 670 från 1979, i Heleneborgs båtklubbs monter på båtmässan Allt för sjön i mars 2019. |  | |